# Château de Corfe
Le château de Corfe est une fortification située au-dessus du village du même nom, sur la péninsule de Purbeck (appelée « Purbeck Island » en anglais) dans le comté anglais du Dorset. Construit par Guillaume le Conquérant, le château date du XIe siècle et domine une brèche dans les collines appelées Purbeck Hills (en), situées sur la route entre Wareham et Swanage. À l'origine, il fut l'un des tout premiers châteaux anglais à être construit avec de la pierre alors que la majorité était en terre et en bois. Le château de Corfe connaît d'importants changements structurels du XIIe au XIIIe siècle.
Appartenant au National Trust, il est ouvert au public, et en 2010, il reçoit environ 190 000 visiteurs. Il est protégé en tant que monument classé Grade I.

## Histoire

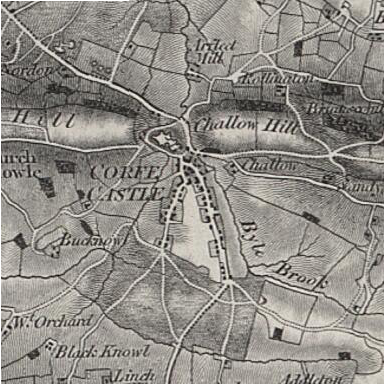
Carte du château de Corfe en 1856, réalisée par l'Ordnance Survey, montrant le château ainsi que le village situé dans la brèche de.

### Château royal
Le nom Corfe signifie « un col » en vieil anglais. Le château de Corfe a été construit sur une colline de craie escarpée, créée par deux ruisseaux qui ont érodé la roche des deux côtés. La construction du château médiéval signifie que l'on dispose de peu d'informations sur ce qui s'est passé avant sur la colline. Cependant, il y a sur le site des postholes (en) appartenant à un château saxon. Ce dernier est peut-être le lieu où Édouard le Martyr fut assassiné en 978.
Un château fut fondé à Corfe près de la côte sud de l'Angleterre peu de temps après la conquête normande en 1066. La forêt royale de Purbeck, où Guillaume le Conquérant aimait chasser, fut établie dans la région. Entre 1066 et 1087, Guillaume créa 36 châteaux semblables à ceux construits en Angleterre. Assis tel qu'il est au sommet d'une colline, le château de Corfe est le reflet classique du château médiéval, mais en dépit de l'imagination populaire, occuper le point le plus élevé dans le paysage n'est pas la position typique d'un château médiéval. En Angleterre, une minorité d'entre eux sont situés au sommet des collines alors que la plupart se trouvent dans les vallées ; beaucoup étaient localisés à proximité des axes de transport importants tels que les passages fluviaux.
Fait inhabituel comparé aux châteaux construits au XIe siècle, celui de Corfe était en partie bâti en pierre, marquant ainsi son appartenance à un statut particulièrement élevé. Un mur de pierre fut construit autour du sommet de la colline, créant une cour intérieure ou enceinte. Il y avait deux autres enceintes : une à l'ouest et une autre (la cour extérieure) qui s'étendait vers le sud, mais qui, contrairement à la cour intérieure, était entourée de palissades en bois. À cette époque, la grande majorité des châteaux anglais étaient construits en terre et en bois, et il fallut attendre le XIIe siècle pour voir bon nombre d'entre eux reconstruits en pierre.
Le Domesday Book enregistre un château dans le Dorset ; l'inscription sur laquelle on peut lire « Le manoir de Kingston est pour le roi un lieu caché sur lequel il a construit le château de Wareham » est censée faire référence au château de Corfe plutôt qu'à celui de Wareham fait en bois. Il y a 48 châteaux directement mentionnés dans le Domesday Book, mais tous ceux qui existaient à cette époque n'ont pas été enregistrés. Supposant que Corfe soit le château en question, il est l'un des quatre que le Domesday Book attribue à Guillaume le Conquérant, l'étude mentionne explicitement sept personnes comme étant à l'origine de la construction des châteaux, Guillaume étant celle qui en a bâti le plus.

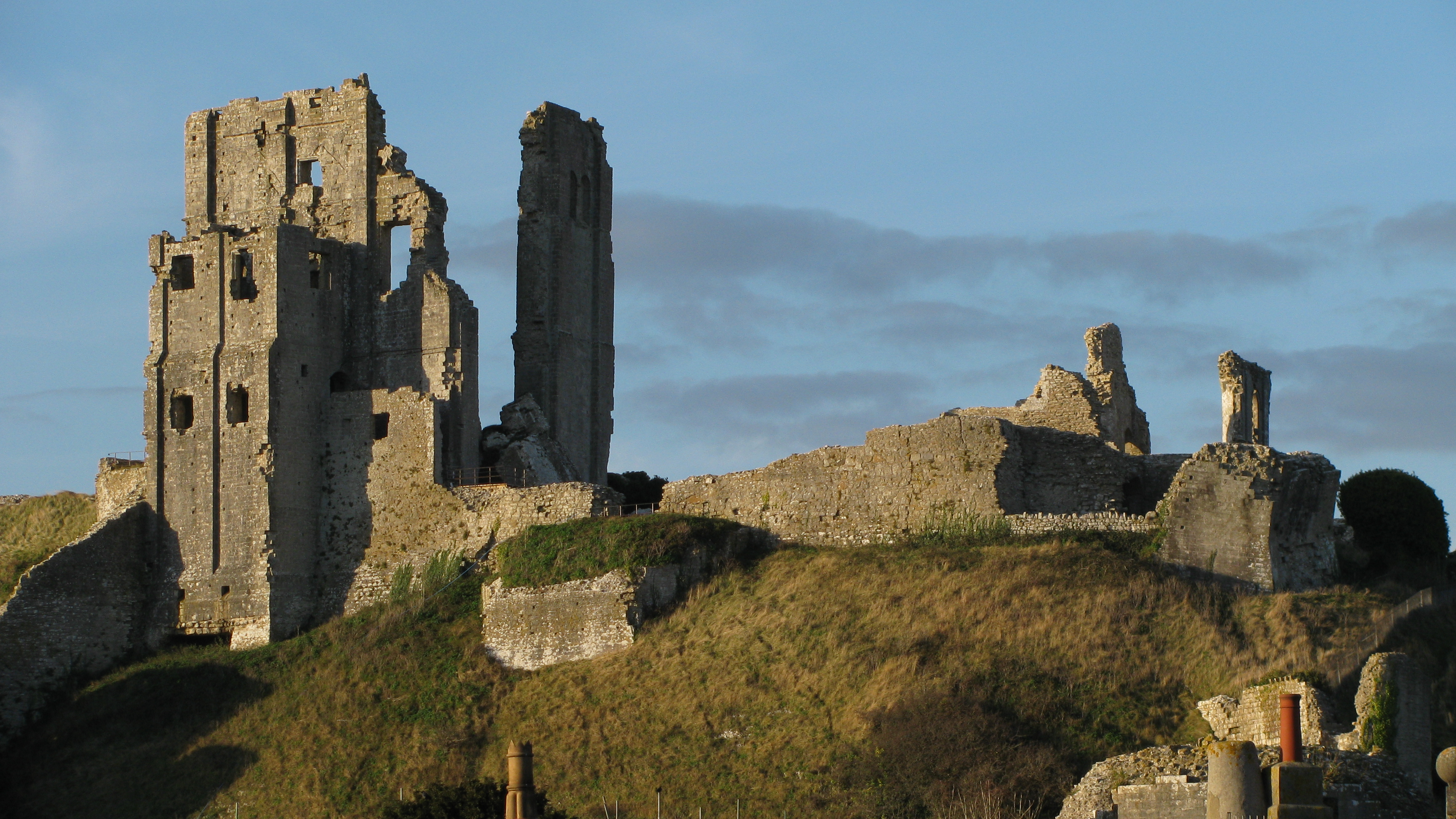
Le donjon du château de Corfe (à gauche) datant du début du XIIe siècle.

Au début du XIIe siècle, Henri Ier entreprit la construction d'un donjon en pierre à Corfe. Progressant à un rythme de 3 à 4 mètres par an pour la meilleure partie de la décennie, les travaux furent achevés en 1105. Le calcaire de la colline sur lequel le château de Corfe fut construit était un matériau de construction inapproprié et, à la place, on utilisa le calcaire de Purbeck, extrait à quelques kilomètres de là. Sous le règne du roi Étienne (1135-1154), le château de Corfe était déjà une solide forteresse dotée d'un donjon et d'une cour intérieure, tous deux construits en pierre. En 1139, pendant la guerre civile anglaise sous le règne d'Étienne, Corfe résista à un siège organisé par le roi. On suppose qu'il construisit un siège au château dans le but de faciliter le siège et que le site de la fortification est marqué par une série de travaux de terrassement à environ 290 mètres au sud-sud-ouest du château de Corfe.

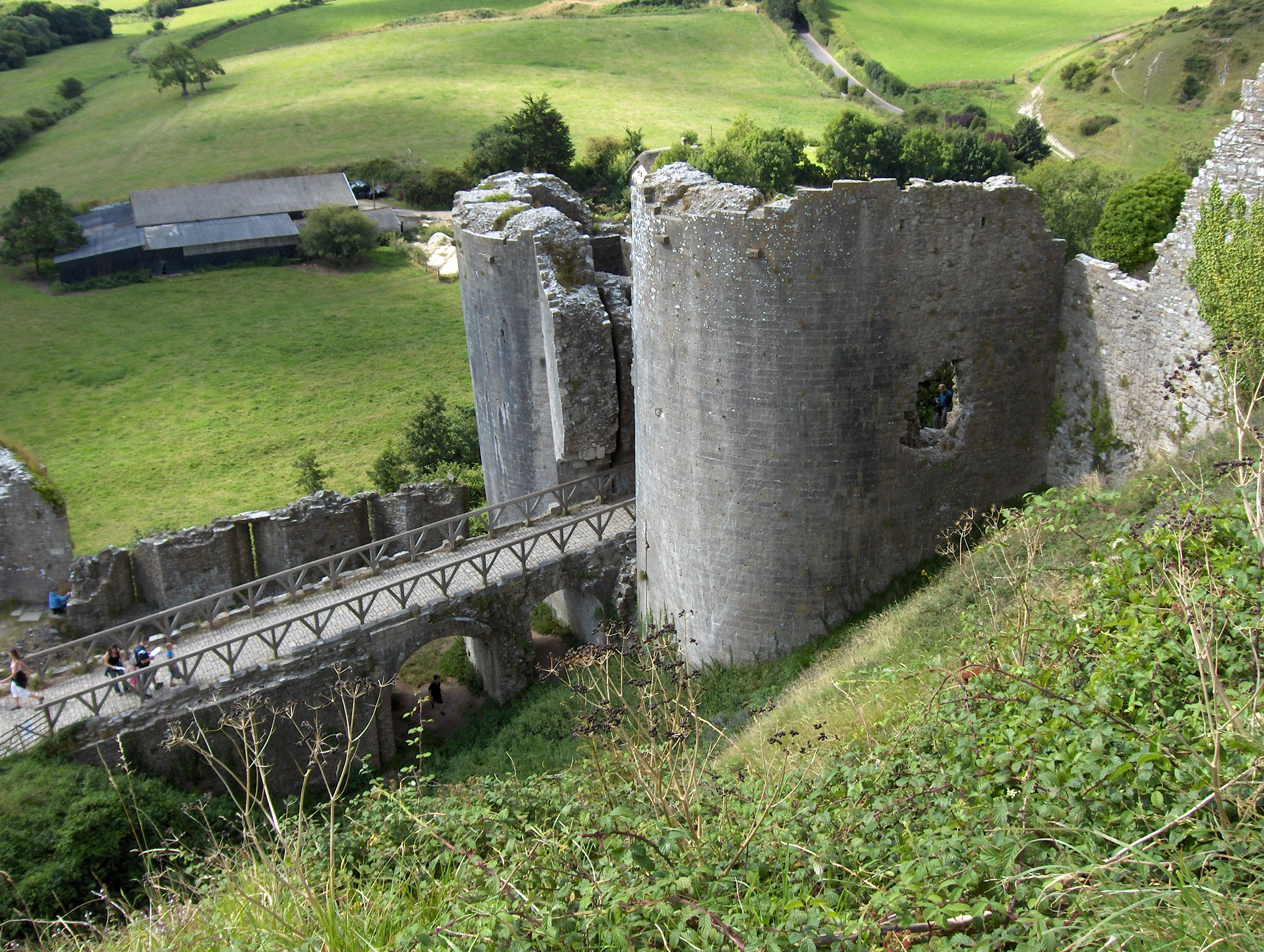
La guérite sud-ouest, permettant l'accès de la cour extérieure à la cour côté ouest, date du milieu du XIIIe siècle.

Pendant le règne de Henri II, le château de Corfe ne subit probablement pas de changements significatifs et des archives datant du règne de Richard Ier indiquent que les efforts furent portés sur l'entretien et non pas sur d'importants nouveaux travaux de construction. En revanche, une vaste construction d'autres tours, salles et murs se produisirent sous les règnes de Jean, qui enrôla en 1210 Maître Osbert (magister petrarius) et de Henri III. Ce fut probablement pendant le règne de Jean que la Gloriette, située dans la cour intérieure, fut construite. Les Pipe Rolls (en), qui archivent les états de dépenses royales, montrent qu'entre 1201 et 1204, plus de 750 £ furent dépensées pour le château, probablement dans la reconstruction des ouvrages défensifs de la cour ouest, dont 275 £ consacrées à la construction de la Gloriette. La Commission royale sur les monuments historiques d'Angleterre releva le lien entre les périodes de troubles et de construction à Corfe. Dans les premières années de son règne, Jean fit face à la perte de la Normandie au profit des français, et la poursuite des travaux de construction à Corfe coïncida avec les troubles politiques qui survinrent plus tard lors de son règne notamment lors de sa campagne en Irlande. Au moins 500 £ furent dépensées entre 1212 et 1214 et peut-être consacrées aux ouvrages défensifs de la cour extérieure. R. Allen Brown fit remarquer que sous le règne de Jean, « il semblerait que si une forteresse de premier ordre pouvait coûter plus cher que 7 000 £, un château moyen assez solide pouvait être construit pour moins de 2 000 £ ». Les pipe rolls montrent que Jean dépensa plus de 17 000 £ pour 95 châteaux au cours de son règne ; il dépensa plus de 500 £ pour neuf d'entre eux, dont celui de Corfe faisait partie. Des archives supplémentaires montrent que Jean dépensa plus de 14 000 £ pour le château de Corfe.
En 1215, quand certains barons anglais se soulevèrent contre le roi d'Angleterre, ce dernier confia la charge du château de Corfe à l'un de ses proches conseiller, Pierre de Mauley, seigneur du Poitou et shérif des comtés de Somerset et du Dorset. Pierre de Mauley, dénommé en Angleterre Peter de Mauley, avait en ce château de Corfe la garde à la fois du trésor et de divers prisonniers importants.
L'un des rôles secondaires des châteaux était d'agir en tant que centre de stockage comme ce fut le cas pour le château de Corfe ; en 1224, Henri III fit envoyer chercher à Corfe 15000 flèches courtes pour les arbalètes afin de les utiliser lors du siège du château de Bedford. À la suite des travaux effectués par Jean, Henri III dépensa également plus de 1 000 £ pour le château de Corfe, les années 1235-1236 en particulier, virent 362 £ dépensés pour le donjon. Un camp pour accueillir les travailleurs fut établi à l'extérieur du château. Au fil du temps, ce camp devint une colonie à part entière qui, en 1247, obtint un marché par autorisation royale. En 1244, ce fut sur ordre de Henri III que le donjon de Corfe fut blanchi à la chaux. Quatre ans auparavant, il avait également donné les mêmes instructions concernant le donjon de la Tour de Londres, d'où son nom de Tour Blanche.
En décembre 1460, pendant la guerre des Deux-Roses, Henri Beaufort et son armée quittèrent le château pour rejoindre la bataille de Wakefield. L'armée se divisa en chemin à Exeter pour que la cavalerie pût atteindre le nord plus rapidement, et le 16 décembre 1460, certains de ses hommes furent impliqués dans la bataille de Worksop, dans le Nottinghamshire. Beaufort et les Lancastriens remportèrent l'escarmouche.

## Période post-médiévale
Le château resta une forteresse royale jusqu'à sa vente en 1572 par Élisabeth Ire à son Lord Chancelier, Sir Christopher Hatton. Ralph Treswell, l'intendant de Hatton, élabora une série de plans du château ; ces documents constituent ce qui reste des vues les plus anciennes du château.

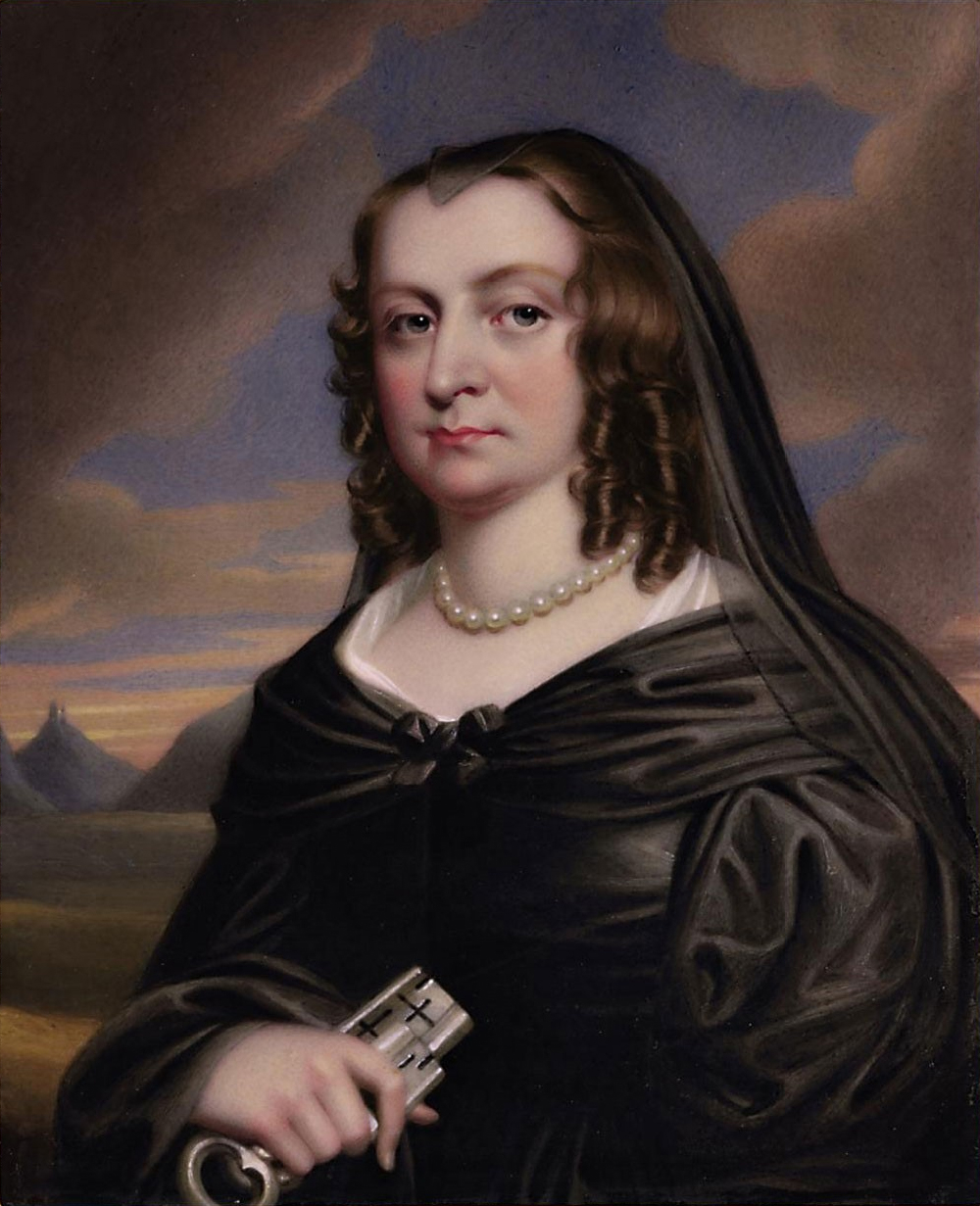
Lady Mary Bankes défendit le château pendant deux sièges durant la Première Révolution anglaise.

Le château fut acheté en 1635 par Sir John Bankes, procureur général de Charles Ier. La Première Révolution anglaise éclata en 1642 et, en 1643, la grande partie du Dorset était sous le contrôle des Parlementarians. Alors que Bankes était à Oxford avec le roi, ses hommes tinrent le château de Corfe, fidèles à la cause royale. Pendant ce temps, son épouse, Lady Mary Bankes, demeura au château avec leurs enfants. Les Parlementarians planifièrent d'infiltrer la garnison du château en se joignant à une partie de chasse organisée par cette dernière un jour de chasse du mois de mai, mais leur tentative échoua. Les Parlementarians prévinrent que tout homme qui rejoindrait la garnison verrait sa maison brûlée, et qu'aucun approvisionnement ne parviendrait jusqu'au château. Défendue par seulement cinq personnes au départ, Lady Bankes réussit à obtenir de la nourriture et à gonfler la garnison qui atteignit alors le nombre de 80 hommes. Les Parlementarians, qui étaient entre 500 et 600, commencèrent un siège plus important ; il dura six semaines jusqu'à ce que Lady Bankes fût secourue par les Royalists. Lors de ce siège, il y eut deux victimes du côté des défenseurs alors qu'il y avait au moins 100 morts parmi les assiégeants.

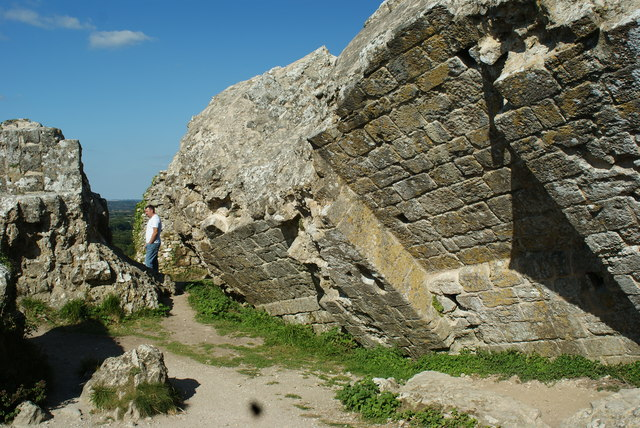
Au XVIIe siècle, le château de Corfe fut démoli sur ordre du Parlement.

Les Parlementarians étaient en pleine ascension, si bien qu'en 1645, le château de Corfe fut l'un des rares bastions dans le sud de l'Angleterre à rester sous contrôle royal. En conséquence, il fut assiégé par une armée sous le commandement d'un certain colonel Bingham. L'un des officiers de la garnison, le colonel Pitman, complota avec Bingham. Pitman lui proposa de se rendre dans le Somerset et de ramener une centaine d'hommes en renfort, mais les troupes qu'il ramena étaient des Parlementarians déguisés. Une fois à l'intérieur, ils attendirent l'attaque de la force assiégeante avant de faire mouvement, ainsi les défenseurs furent attaqués de l'extérieur et de l'intérieur en même temps. Le château de Corfe fut capturé et Lady Bankes ainsi que la garnison furent autorisées à partir. En mars de cette même année, le Parlement vota une loi permettant la démolition du château, lui donnant en conséquence son aspect actuel. Au XVIIe siècle, de nombreux châteaux en Angleterre étaient dans un état de délabrement, mais, une fois de plus, la guerre fit qu'on les utilisa de toute urgence comme forteresses. Le Parlement ordonna la destruction de bon nombre de ces fortifications, mais la solidité de leurs murs signifiait que la démolition complète n'était souvent pas possible. Une minorité d'entre eux furent réparés après la guerre mais la plupart furent laissés dans un état de ruines. Le château de Corfe fournit un approvisionnement de matériaux de construction prêt à être utilisé et ses pierres furent réutilisées par les villageois.
Après la Restauration de la monarchie en 1660, la famille Bankes (en) retrouva ses biens. Plutôt que reconstruire ou remplacer le château en ruines, ils choisirent de construire une nouvelle maison à Kingston Lacy, sur leurs autres terres du Dorset, près de Wimborne Minster.
Les premières fouilles archéologiques furent réalisées en 1883. Aucune autre recherche archéologique ne fut menée sur le site avant les années 1950. Entre 1986 et 1997, des fouilles furent effectuées, financées conjointement par le National Trust et l'English Heritage. Le château de Corfe est considéré comme étant la source d'inspiration du Club des Cinq d'Enid Blyton, où figure un château, similaire à celui-là.

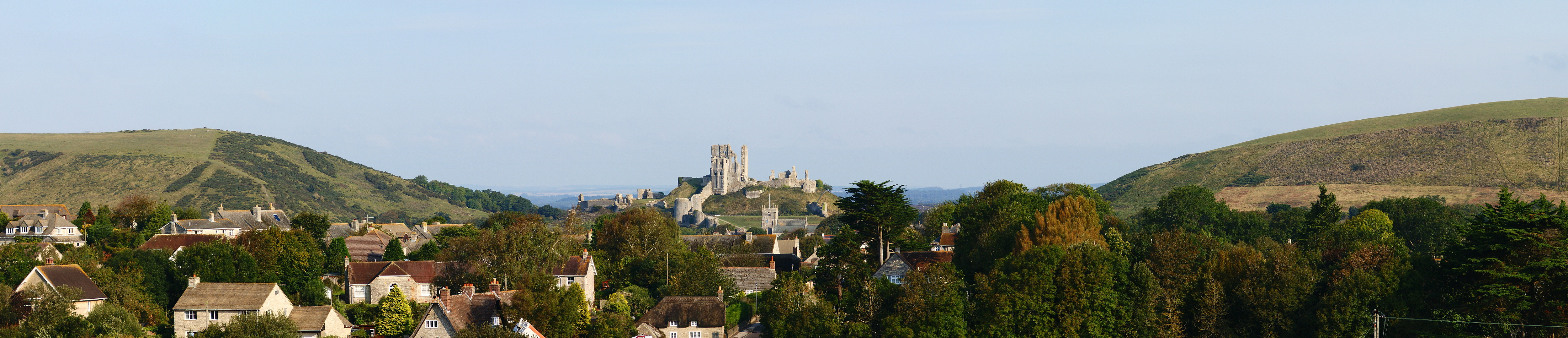
Le château de Corfe est situé sur une colline dominant le village qui porte son nom.

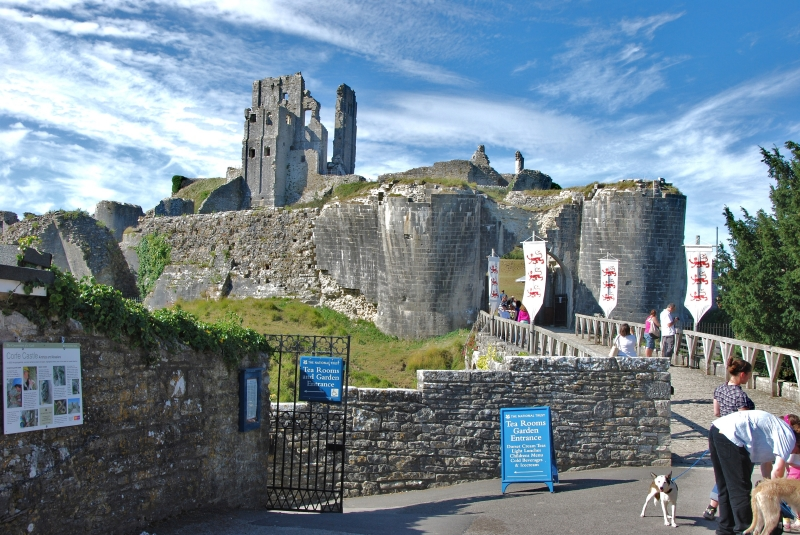
La guérite extérieure du château de Corfe.

## État actuel
Dans les années 1980, Ralph Bankes légua la totalité du domaine de la famille Bankes au National Trust, dont le château de Corfe, une grande partie du village de Corfe, la maison familiale de Kingston Lacy, ainsi que d'importants biens et propriétés foncières situés ailleurs dans le domaine. L'été 2006, l'état jugé dangereux du donjon lui valut d'être fermé aux visiteurs, qui ne purent voir que les murs et la cour intérieure. Le National Trust entreprit un vaste projet pour conserver le château, et le donjon fut rouvert aux visiteurs en 2008. Les travaux s'achevèrent l'année suivante.
Lors des travaux de restauration, une porte d'« apparence » conçue pour Henri Ier fut découverte dans le donjon. Le National Trust déclare que cela indique que le château aurait été, à cette époque, l'un des plus importants d'Angleterre.
Le château est un monument classé Grade I et est reconnu comme une structure d'importance internationale. Il s'agit également d'un Scheduled Monument, un monument historique d'une « importance nationale » et un site archéologique protégé contre toute modification non autorisée. Les terrassements, connus sous le nom de « The Rings », sont censés être les vestiges d'un château à motte castrale du XIIe siècle et construits pendant que Corfe était assiégé. Ils sont eux aussi classés. En 2006, le château de Corfe faisait partie des dix lieux historiques du National Trust les plus visités avec 173 829 visiteurs. Selon les chiffres publiés par l'Association des attractions touristiques les plus visitées (Association of Leading Visitor Attractions en anglais), le nombre de visiteurs en 2010 a augmenté pour atteindre le nombre approchant les 190 000.

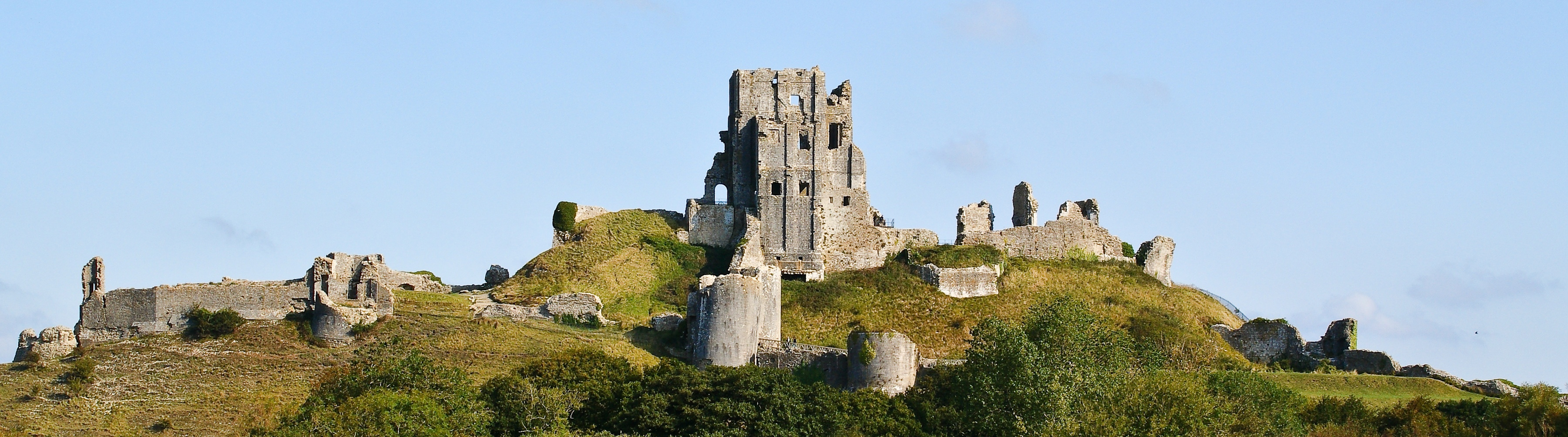

## Plan

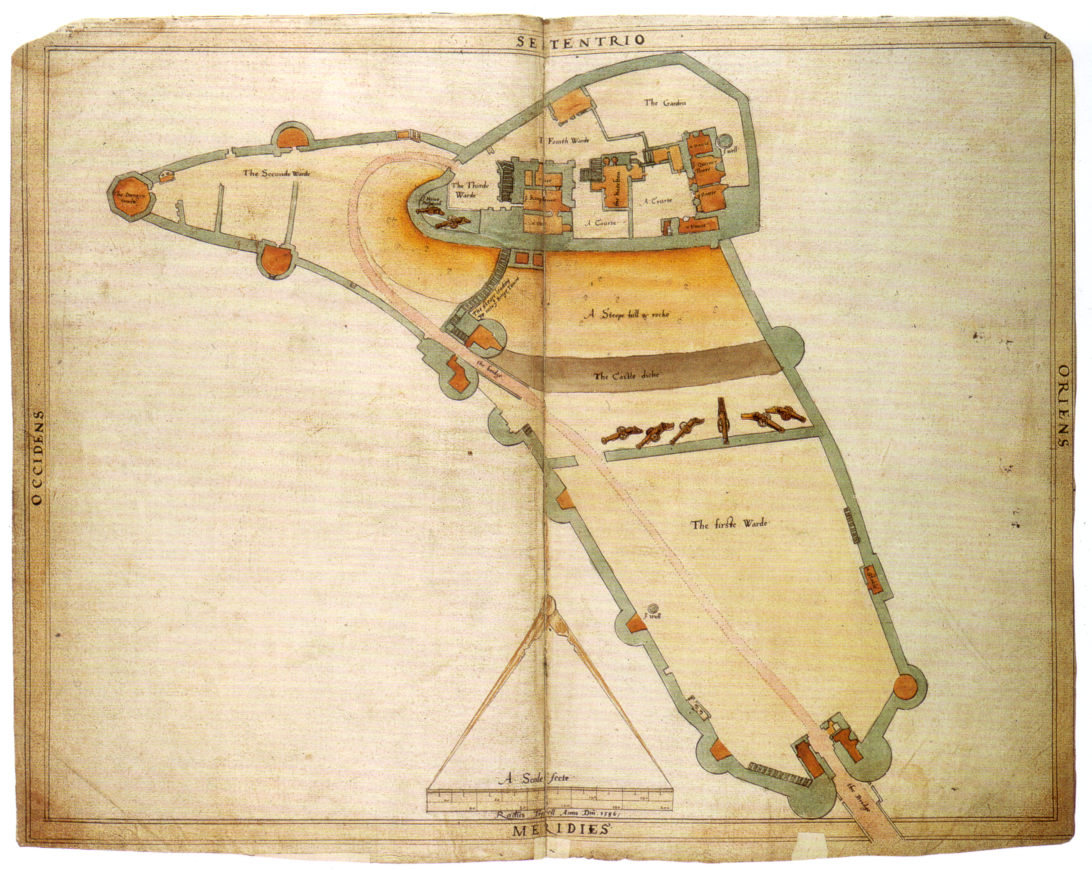
Plan du château de Corfe datant de 1586, élaboré par Ralph Treswell.

Le château de Corfe est quasi triangulaire et se divise en trois parties, appelées enceintes.
Entourée au XIe siècle, la cour intérieure contient le donjon du château, également connu sous le nom de grande tour, qui fut en partie construit sur la muraille du mur d'enceinte. On ignore la date à laquelle le donjon fut bâti, bien que la période allant de 1100 à 1130 soit avancée, plaçant ainsi cette construction sous le règne de Henri Ier. Attenant à la face ouest du donjon, se trouve un avant-corps doté d'un escalier permettant d'accéder à la grande tour. Le côté sud est constitué d'une extension contenant un corps de garde et une chapelle. La construction de ces deux bâtiments est postérieure à celle du donjon lui-même, mais ils furent construits peu de temps après. Côté est du donjon, dans la cour intérieure, se trouve un bâtiment connu sous le nom de la Gloriette, il fut probablement construit par le roi Jean, mais il n'en reste aujourd'hui que des ruines.
Les vestiges du mur d'enceinte côté ouest, le mur en pierre ainsi que trois tours, datent de 1202-1204, période à laquelle il fut à nouveau fortifié. Il ressemble au mur d'enceinte de Château Gaillard, construit par Richard Cœur de Lion en 1198.